# Смоляж
Смо́ляж — село в Україні, в Комарівській сільській громаді, Ніжинського району, Чернігівської області. До 2016 року орган місцевого самоврядування — Смолязька сільська рада.

## Історія
Біля села розташоване давньоруське поселення «Смоляж-1», в самому селі — давньоруське городище.
В Козацьку добу село складалося з громад козаків і посполитих (селян). 
В часи Гетьмана Івана Мазепи посполиті села були в підданстві сотника Веркіївської сотні Ніжинського полку Самуїла Афанасієвича. В 1740-і - в ранговому володінні ніжинського полковника Василя Кочубея та абшитованого ніжинського полкового хорунжого Івана Левицького.
Козаки села відбували службу в Веркіївській сотні Ніжинського полку.
12 червня 2020 року, відповідно до розпорядження Кабінету Міністрів України № 730-р «Про визначення адміністративних центрів та затвердження територій територіальних громад Чернігівської області», село увійшло до складу Борзнянської міської громади.
19 липня 2020 року, в результаті адміністративно-територіальної реформи та ліквідації Борзнянського району, увійшло до складу Ніжинського району Чернігівської області.

## Населення

### Мова
Розподіл населення за рідною мовою за даними перепису 2001 року:
| Мова       | Кількість | Відсоток |
| ---------- | --------- | -------- |
| українська | 406       | 99.02%   |
| російська  | 3         | 0.73%    |
| білоруська | 1         | 0.25%    |
| Усього     | 410       | 100%     |

## Відомі люди
- Науменко Володимир Васильович (1919—2009) — український науковець, доктор біологічних наук, професор, заслужений працівник освіти України, ветеран німецько-радянської війни, полковник ветеринарної служби. Вперше запропонував методику вивчення умовно-рефлекторної діяльності у свиней та встановив основні типи вищої нервової діяльності цих тварин.